# Future World (canción de Helloween)
«Future World» es el  segundo sencillo de la banda Alemana de Power metal Helloween perteneciente al álbum Keeper Of The Seven Keys Part 1. Escrita por Kai Hansen, es usualmente tocada por Helloween y Gamma Ray en sus conciertos.

## Lista de canciones
1. "Future World" 4:06.
2. "Starlight (Michael Kiske Version)" 4:19
3. "A Little Time (Alternative Version)" 3:32

## Miembros
- Michael Kiske - vocalista.
- Kai Hansen - guitarra.
- Michael Weikath - guitarra.
- Markus Grosskopf - bajo.
- Ingo Schwichtenberg - batería.

- Datos: Q5871948